# Жуков Вадим Миколайович
Вадим Миколайович Жуков (нар. 22 липня 1974, Нова Каховка, УРСР) — український футболіст та тренер, воротар новокаховської «Енергії».

## Клубна кар'єра
Вихованець ДЮСШ міста Нова Каховка. Футбольну кар'єру розпочав 1990 року в місцевій «Енергії». Влітку 1993 року перейшов до бердянської «Дружби». Влітку 1996 року прийняв запрошення донецького «Металурга». Через два роки повернувся до новокаховської «Енергії». Окрім рідного клубу, виступав також за «Олком» (Мелітополь), «Дніпро» (Черкаси), «Хімік» (Красноперекопськ), СК «Каховка» та «Сігма» (Херсон). Влітку 2013 року завершив кар'єру футболіста, але 6 років по тому повернувся до «Енергії» та відновив футбольну кар'єру.

## Кар'єра в збірній
У 2001 році у складі студентської збірної України взяв участь у Літній Універсіаді.

## Кар'єра тренера
По завершенні кар'єри гравця розпочав тренерську діяльність. У 2015 році допомагав тренувати аматорський колектив «Авангард» (Каховка). У липні 2016 року приєднався до тренерського штабу «Енергії» (Нова Каховка). Допомагав тренувати воротарів, проте незабаром й сам став у ворота клубу.

## Досягнення

### Клубні
«Металург» (Донецьк)
- Перша ліга чемпіонату України
  -  Чемпіон (1): 1996/97

### У збірній
Студентська збірна України
- Літня Універсіада
  -  Срібний призер (1): 2001

### Відзнаки
- Майстер спорту міжнародного класу: 2001